# Grand Prix Belgii 2016
Grand Prix Belgii 2016 (oficjalnie Formula 1 Belgian Grand Prix 2016) – trzynasta eliminacja Mistrzostw Świata Formuły 1 w sezonie 2016. Grand Prix odbywa się w dniach 26–28 sierpnia 2016 roku na torze Circuit de Spa-Francorchamps w Stavelot.

## Lista startowa
Źródło: Wyprzedź Mnie!
| Nr | Kierowca          | Zespół                        | Samochód               | Silnik                         | Opony |
| -- | ----------------- | ----------------------------- | ---------------------- | ------------------------------ | ----- |
| 3  | Daniel Ricciardo  | Red Bull Racing               | Red Bull RB12          | TAG Heuer 1.6T V6              | P     |
| 5  | Sebastian Vettel  | Scuderia Ferrari              | Ferrari SF16-H         | Ferrari 059/5 1.6T V6          | P     |
| 6  | Nico Rosberg      | Mercedes AMG Petronas F1 Team | Mercedes F1 W07 Hybrid | Mercedes PU106C Hybrid 1.6T V6 | P     |
| 7  | Kimi Räikkönen    | Scuderia Ferrari              | Ferrari SF16-H         | Ferrari 059/5 1.6T V6          | P     |
| 8  | Romain Grosjean   | Haas F1 Team                  | Haas VF-16             | Ferrari 059/5 1.6T V6          | P     |
| 9  | Marcus Ericsson   | Sauber F1 Team                | Sauber C35             | Ferrari 059/5 1.6T V6          | P     |
| 11 | Sergio Pérez      | Sahara Force India F1 Team    | Force India VJM09      | Mercedes PU106C Hybrid 1.6T V6 | P     |
| 12 | Felipe Nasr       | Sauber F1 Team                | Sauber C35             | Ferrari 059/5 1.6T V6          | P     |
| 14 | Fernando Alonso   | McLaren Honda                 | McLaren MP4-31         | Honda RA616H 1.6T V6           | P     |
| 19 | Felipe Massa      | Williams Martini Racing       | Williams FW38          | Mercedes PU106C Hybrid 1.6T V6 | P     |
| 20 | Kevin Magnussen   | Renault Sport Formula 1 Team  | Renault R.S.16         | Renault RE16 1.6T V6           | P     |
| 21 | Esteban Gutiérrez | Haas F1 Team                  | Haas VF-16             | Ferrari 059/5 1.6T V6          | P     |
| 22 | Jenson Button     | McLaren Honda                 | McLaren MP4-31         | Honda RA616H 1.6T V6           | P     |
| 26 | Daniił Kwiat      | Scuderia Toro Rosso           | Toro Rosso STR11       | Ferrari 059/4 1.6T V6          | P     |
| 27 | Nico Hülkenberg   | Sahara Force India F1 Team    | Force India VJM09      | Mercedes PU106C Hybrid 1.6T V6 | P     |
| 30 | Jolyon Palmer     | Renault Sport Formula 1 Team  | Renault R.S.16         | Renault RE2016 1.6T V6         | P     |
| 31 | Esteban Ocon      | Manor Racing MRT              | Manor MRT05            | Mercedes PU106C Hybrid 1.6T V6 | P     |
| 33 | Max Verstappen    | Red Bull Racing               | Red Bull RB12          | TAG Heuer 1.6T V6              | P     |
| 44 | Lewis Hamilton    | Mercedes AMG Petronas F1 Team | Mercedes F1 W07 Hybrid | Mercedes PU106C Hybrid 1.6T V6 | P     |
| 55 | Carlos Sainz Jr.  | Scuderia Toro Rosso           | Toro Rosso STR11       | Ferrari 059/4 1.6T V6          | P     |
| 77 | Valtteri Bottas   | Williams Martini Racing       | Williams FW37          | Mercedes PU106C Hybrid 1.6T V6 | P     |
| 94 | Pascal Wehrlein   | Manor Racing MRT              | Manor MRT05            | Mercedes PU106C Hybrid 1.6T V6 | P     |
| Nr | Kierowca          | Zespół                        | Samochód               | Silnik                         | Opony |

## Wyniki

### Sesje treningowe
Źródło: Wyprzedź Mnie!
| Sesja | Nr | Kierowca       | Konstruktor        | Czas     | Okr. |
| ----- | -- | -------------- | ------------------ | -------- | ---- |
| 1     | 6  | Nico Rosberg   | Mercedes           | 1:48,348 | 27   |
| 2     | 33 | Max Verstappen | Red Bull–TAG Heuer | 1:48,085 | 27   |
| 3     | 7  | Kimi Räikkönen | Ferrari            | 1:47,974 | 11   |

### Kwalifikacje
Źródło: Wyprzedź Mnie!
| Poz. | Nr | Kierowca          | Konstruktor          | Q1       | Q2       | Q3       | Poz. s. |
| --- | --- | ----------------- | -------------------- | -------- | -------- | -------- | ------- |
| 1 | 6 | Nico Rosberg      | Mercedes             | 1:48,019 | 1:46,999 | 1:46,744 | 1       |
| 2 | 33 | Max Verstappen    | Red Bull–TAG Heuer   | 1:48,407 | 1:47,163 | 1:46,893 | 2       |
| 3 | 7 | Kimi Räikkönen    | Ferrari              | 1:47,912 | 1:47,664 | 1:46,910 | 3       |
| 4 | 5 | Sebastian Vettel  | Ferrari              | 1:47,802 | 1:47,944 | 1:47,108 | 4       |
| 5 | 3 | Daniel Ricciardo  | Red Bull–TAG Heuer   | 1:48,407 | 1:48,027 | 1:47,216 | 5       |
| 6 | 11 | Sergio Pérez      | Force India–Mercedes | 1:48,106 | 1:47,485 | 1:47,407 | 6       |
| 7 | 27 | Nico Hülkenberg   | Force India–Mercedes | 1:48,080 | 1:47,317 | 1:47,543 | 7       |
| 8 | 77 | Valtteri Bottas   | Williams–Mercedes    | 1:48,655 | 1:47,918 | 1:47,612 | 8       |
| 9 | 22 | Jenson Button     | McLaren–Honda        | 1:48,700 | 1:48,051 | 1:48,114 | 9       |
| 10 | 19 | Felipe Massa      | Williams–Mercedes    | 1:47,738 | 1:47,667 | 1:48,263 | 10      |
| 11 | 8 | Romain Grosjean   | Haas–Ferrari         | 1:48,751 | 1:48,316 | –        | 11      |
| 12 | 20 | Kevin Magnussen   | Renault              | 1:48,800 | 1:48,485 | –        | 12      |
| 13 | 21 | Esteban Gutiérrez | Haas–Ferrari         | 1:48,748 | 1:48,598 | –        | 18      |
| 14 | 30 | Jolyon Palmer     | Renault              | 1:48,901 | 1:48,888 | –        | 13      |
| 15 | 55 | Carlos Sainz Jr.  | Toro Rosso–Ferrari   | 1:48,876 | 1:49,038 | –        | 14      |
| 16 | 94 | Pascal Wehrlein   | MRT–Mercedes         | 1:48,554 | 1:49,320 | –        | 15      |
| 17 | 12 | Felipe Nasr       | Sauber–Ferrari       | 1:48,949 | –        | –        | 16      |
| 18 | 31 | Esteban Ocon      | MRT–Mercedes         | 1:49,050 | –        | –        | 17      |
| 19 | 26 | Daniił Kwiat      | Toro Rosso–Ferrari   | 1:49,058 | –        | –        | 19      |
| 20 | 9 | Marcus Ericsson   | Sauber–Ferrari       | 1:49,071 | –        | –        | 20      |
| 21 | 44 | Lewis Hamilton    | Mercedes             | 1:50,033 | –        | –        | 21      |
| Niesklasyfikowani | |                   |                      |          |          |          |         |
| | 14 | Fernando Alonso   | McLaren–Honda        | –        | –        | –        | 22      |
| Poz. | Nr | Kierowca          | Konstruktor          | Q1       | Q2       | Q3       | Poz. s. |
| \| Legenda \| Legenda \| \| ------------------------ \| ---------------------------------------------------------------------------------------------------------------------------------------------------------------------------------------------------------------------------------------------------------------- \| \| Poz. Nr Q1 Q2 Q3 Poz. s. \| Pozycja zajęta w sesji kwalifikacyjnej Numer startowy kierowcy Wynik uzyskany w pierwszej części kwalifikacji Wynik uzyskany w drugiej części kwalifikacji Wynik uzyskany w trzeciej części kwalifikacji Pozycja startowa po uwzględnięniu kar, przesunięć, itp. \| | |                   |                      |          |          |          |         |
| Legenda | |                   |                      |          |          |          |         |
| Poz. Nr Q1 Q2 Q3 Poz. s. | Pozycja zajęta w sesji kwalifikacyjnej Numer startowy kierowcy Wynik uzyskany w pierwszej części kwalifikacji Wynik uzyskany w drugiej części kwalifikacji Wynik uzyskany w trzeciej części kwalifikacji Pozycja startowa po uwzględnięniu kar, przesunięć, itp. |                   |                      |          |          |          |         |

### Wyścig

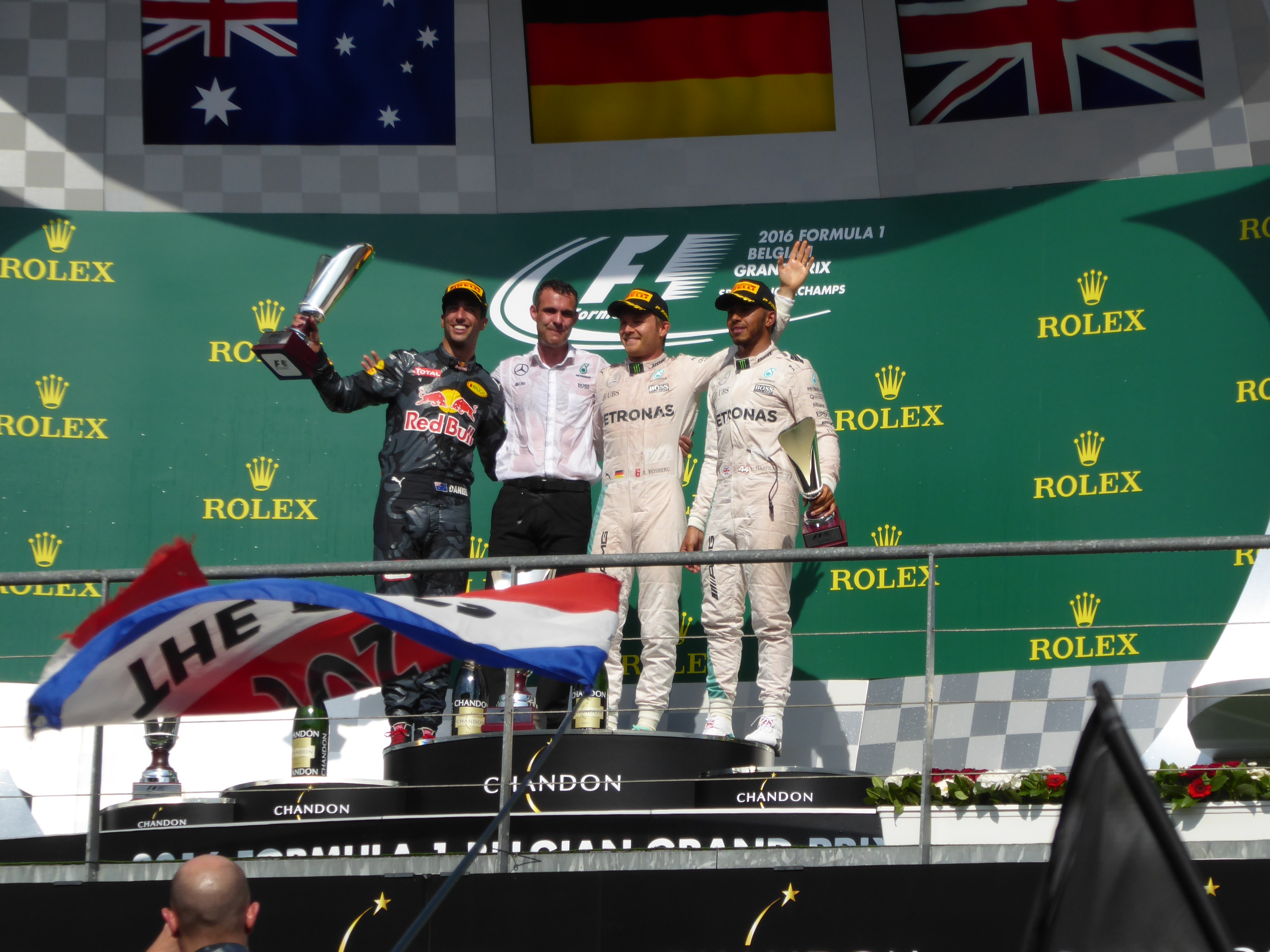
Daniel Ricciardo, Nico Rosberg i Lewis Hamilton na podium

Źródło: Wyprzedź Mnie!
| P                 | + / –     | Nr | Kierowca          | Konstruktor          | Okr. | Czas / Strata | Komentarz            |
| ----------------- | --------- | -- | ----------------- | -------------------- | ---- | ------------- | -------------------- |
| 1                 | Bez zmian | 6  | Nico Rosberg      | Mercedes             | 44   | 1:44:51,058   |                      |
| 2                 | 3         | 3  | Daniel Ricciardo  | Red Bull–TAG Heuer   | 44   | +0:14,113     |                      |
| 3                 | 18        | 44 | Lewis Hamilton    | Mercedes             | 44   | +0:27,634     |                      |
| 4                 | 3         | 27 | Nico Hülkenberg   | Force India–Mercedes | 44   | +0:35,907     |                      |
| 5                 | 1         | 11 | Sergio Pérez      | Force India–Mercedes | 44   | +0:40,660     |                      |
| 6                 | 2         | 5  | Sebastian Vettel  | Ferrari              | 44   | +0:45,394     |                      |
| 7                 | 15        | 14 | Fernando Alonso   | McLaren–Honda        | 44   | +0:59,445     |                      |
| 8                 | Bez zmian | 77 | Valtteri Bottas   | Williams–Mercedes    | 44   | +1:00,151     |                      |
| 9                 | 6         | 7  | Kimi Räikkönen    | Ferrari              | 44   | +1:01,109     |                      |
| 10                | Bez zmian | 19 | Felipe Massa      | Williams–Mercedes    | 44   | +1:05,873     |                      |
| 11                | 9         | 33 | Max Verstappen    | Red Bull–TAG Heuer   | 44   | +1:11,138     |                      |
| 12                | 6         | 21 | Esteban Gutiérrez | Haas–Ferrari         | 44   | +1:13,877     |                      |
| 13                | 2         | 8  | Romain Grosjean   | Haas–Ferrari         | 44   | +1:16,474     |                      |
| 14                | 5         | 26 | Daniił Kwiat      | Toro Rosso–Ferrari   | 44   | +1:27,097     |                      |
| 15                | 2         | 30 | Jolyon Palmer     | Renault              | 44   | +1:33,165     |                      |
| 16                | 1         | 31 | Esteban Ocon      | MRT–Mercedes         | 43   | +1 okr.       |                      |
| 17                | 1         | 12 | Felipe Nasr       | Sauber–Ferrari       | 43   | +1 okr.       |                      |
| Niesklasyfikowani |           |    |                   |                      |      |               |                      |
|                   |           | 20 | Kevin Magnussen   | Renault              | 5    | +39 okr.      | wypadek              |
|                   |           | 9  | Marcus Ericsson   | Sauber–Ferrari       | 3    | +41 okr.      | skrzynia biegów      |
|                   |           | 55 | Carlos Sainz Jr.  | Toro Rosso–Ferrari   | 1    | +43 okr.      | opona                |
|                   |           | 22 | Jenson Button     | McLaren–Honda        | 1    | +43 okr.      | kolizja z Wehrleinem |
|                   |           | 94 | Pascal Wehrlein   | MRT–Mercedes         | 0    | +44 okr.      | kolizja z Buttonem   |
| P                 | + / –     | Nr | Kierowca          | Konstruktor          | Okr. | Czas / Strata | Komentarz            |

### Najszybsze okrążenie
Źródło: Wyprzedź Mnie!
| Nr | Kierowca       | Konstruktor | Czas     | Okr. |
| -- | -------------- | ----------- | -------- | ---- |
| 44 | Lewis Hamilton | Mercedes    | 1:51,583 | 41   |

## Prowadzenie w wyścigu
Źródło: Racing–Reference.info
| Nr                              | Kierowca     | Okrążenia | Suma |
| ------------------------------- | ------------ | --------- | ---- |
| 6                               | Nico Rosberg | 1-44      | 44   |
| \| Wykres \| \| ------ \| \| \| |              |           |      |
| Wykres                          |              |           |      |
|                                 |              |           |      |

## Klasyfikacja po zakończeniu wyścigu

### Kierowcy
| P  | +/− | Kierowca          | Starty | Punkty | P1 | P2 | P3 | PP | NO | NS |
| -- | --- | ----------------- | ------ | ------ | -- | -- | -- | -- | -- | -- |
| 1  | 0   | Lewis Hamilton    | 13     | 232    | 6  | 2  | 2  | 6  | 3  | 1  |
| 2  | 0   | Nico Rosberg      | 13     | 223    | 6  | 1  | 1  | 6  | 5  | 1  |
| 3  | 0   | Daniel Ricciardo  | 13     | 151    | –  | 3  | 1  | 1  | 2  | –  |
| 4  | +1  | Sebastian Vettel  | 12     | 128    | –  | 3  | 2  | –  | –  | 2  |
| 5  | −1  | Kimi Räikkönen    | 13     | 124    | –  | 2  | 2  | –  | 1  | 2  |
| 6  | 0   | Max Verstappen    | 13     | 115    | 1  | 2  | 1  | –  | –  | 2  |
| 7  | 0   | Valtteri Bottas   | 13     | 62     | –  | –  | 1  | –  | –  | –  |
| 8  | 0   | Sergio Pérez      | 13     | 58     | –  | –  | 2  | –  | –  | –  |
| 9  | +1  | Nico Hülkenberg   | 13     | 45     | –  | –  | –  | –  | 1  | 2  |
| 10 | −1  | Felipe Massa      | 13     | 39     | –  | –  | –  | –  | –  | 2  |
| 11 | +2  | Fernando Alonso   | 12     | 30     | –  | –  | –  | –  | –  | 3  |
| 12 | −1  | Carlos Sainz Jr.  | 13     | 30     | –  | –  | –  | –  | –  | 3  |
| 13 | −1  | Romain Grosjean   | 13     | 28     | –  | –  | –  | –  | –  | 2  |
| 14 | 0   | Daniił Kwiat      | 12     | 23     | –  | –  | 1  | –  | 1  | 3  |
| 15 | 0   | Jenson Button     | 13     | 17     | –  | –  | –  | –  | –  | 4  |
| 16 | 0   | Kevin Magnussen   | 13     | 6      | –  | –  | –  | –  | –  | 2  |
| 17 | 0   | Pascal Wehrlein   | 13     | 1      | –  | –  | –  | –  | –  | 3  |
| 18 | 0   | Stoffel Vandoorne | 1      | 1      | –  | –  | –  | –  | –  | –  |
| 19 | 0   | Esteban Gutiérrez | 13     | 0      | –  | –  | –  | –  | –  | 2  |
| 20 | 0   | Jolyon Palmer     | 12     | 0      | –  | –  | –  | –  | –  | 3  |
| 21 | 0   | Marcus Ericsson   | 13     | 0      | –  | –  | –  | –  | –  | 4  |
| 22 | 0   | Felipe Nasr       | 13     | 0      | –  | –  | –  | –  | –  | 2  |
| 23 | 0   | Rio Haryanto      | 12     | 0      | –  | –  | –  | –  | –  | 3  |
| 24 | N   | Esteban Ocon      | 1      | 0      | –  | –  | –  | –  | –  | –  |
| P  | +/− | Kierowca          | Starty | Punkty | P1 | P2 | P3 | PP | NO | NS |

### Konstruktorzy
| P  | +/− | Konstruktor               | Starty | Punkty | P1 | P2 | P3 | PP | NO | NS |
| -- | --- | ------------------------- | ------ | ------ | -- | -- | -- | -- | -- | -- |
| 1  | 0   | Mercedes                  | 26     | 455    | 12 | 3  | 3  | 12 | 8  | 2  |
| 2  | 0   | Red Bull Racing TAG Heuer | 25     | 274    | 1  | 5  | 3  | 1  | 2  | 1  |
| 3  | 0   | Ferrari                   | 25     | 252    | –  | 5  | 4  | –  | 1  | 4  |
| 4  | +1  | Force India Mercedes      | 26     | 103    | –  | –  | 2  | –  | 1  | 2  |
| 5  | −1  | Williams Mercedes         | 26     | 101    | –  | –  | 1  | –  | –  | 2  |
| 6  | +1  | McLaren Honda             | 26     | 48     | –  | –  | –  | –  | –  | 7  |
| 7  | −1  | Toro Rosso Ferrari        | 26     | 45     | –  | –  | –  | –  | 1  | 7  |
| 8  | 0   | Haas Ferrari              | 26     | 28     | –  | –  | –  | –  | –  | 4  |
| 9  | 0   | Renault                   | 25     | 6      | –  | –  | –  | –  | –  | 5  |
| 10 | 0   | MRT Mercedes              | 26     | 1      | –  | –  | –  | –  | –  | 6  |
| 11 | 0   | Sauber Ferrari            | 26     | 0      | –  | –  | –  | –  | –  | 6  |
| P  | +/− | Konstruktor               | Starty | Punkty | P1 | P2 | P3 | PP | NO | NS |